# شهرداری سیغناغی

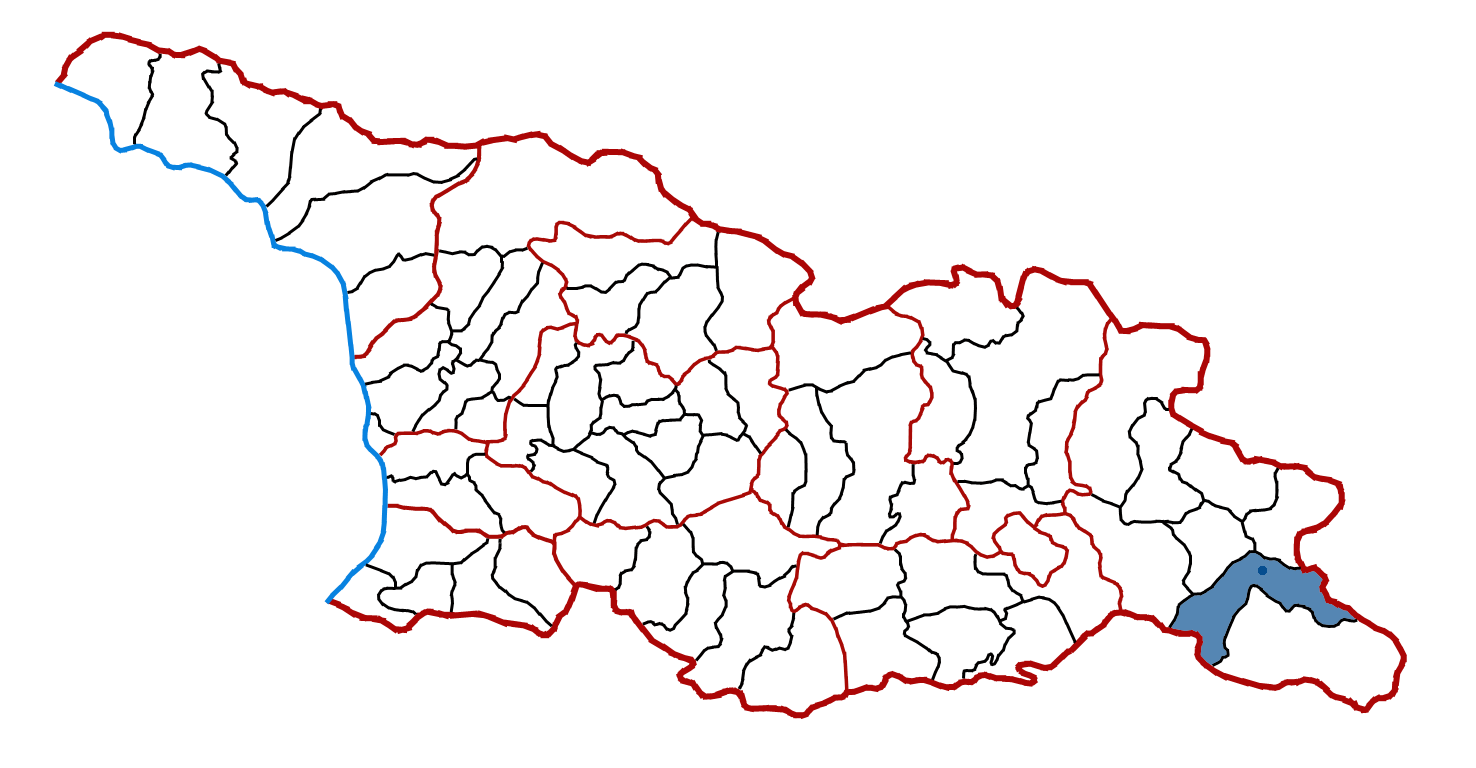
شهرداری سیغناغی

سیگناغی (گرجی: სიღნაღის მუნიციპალიტეტი) یکی از شهرداری گرجستان در استان کاختی است. مرکز اداری آن سیغناغی است. این شهرداری در سال ۲۰۱۴ میلادی ۲۹۹۴۸ نفر جمعیت داشته است.